# Chlorophyllum
Chlorophyllum es un género de hongos Agaricales, perteneciente a la familia Agaricaceae.

## Especies
- Chlorophyllum abruptibulbum
- Chlorophyllum agaricoides
- Chlorophyllum alborubescens
- Chlorophyllum rhacodes
- Chlorophyllum molybdites
- Chlorophyllum globosum
- Chlorophyllum hortense
- Chlorophyllum humei
- Chlorophyllum mammillatum
- Chlorophyllum neomastoideum
- Chlorophyllum nothorachodes
- Chlorophyllum sphaerosporum
- Chlorophyllum subfulvidiscum
- Chlorophyllum subrhacodes